# 가도타 히로미쓰
가도타 히로미쓰(일본어: 門田 博光, 1948년 2월 26일 ~ 2023년 1월 23일)는 일본의 전 프로 야구 선수이자 야구 해설가·평론가이다. 야마구치현 오노다시(현: 산요오노다시)에서 태어나 나라현 고조시에서 자랐으며 현역 시절 포지션은 외야수였다.
현역 시절에는 후쿠오카 소프트뱅크 호크스, 오릭스 버펄로스에서 외야수로 뛰다가 나중에는 지명 타자로서 주로 활약했다. 40세를 넘어도 활약한 얼마 안되는 선수였으며, ‘불혹의 대포’(不惑の大砲) 라는 별명을 가졌다.

## 상세 정보

### 출신 학교
- 덴리 고등학교

### 선수 경력
- 구라레이 오카야마
- 후쿠오카 소프트뱅크 호크스(1970년 ~ 1988년)
- 오릭스 버펄로스(1989년 ~ 1990년)
- 후쿠오카 소프트뱅크 호크스(1991년 ~ 1992년)

### 지도자·기타 경력
- 아사히 방송 야구 해설위원(1993년 ~ 2005년)
- 고베 나인 크루즈 2군 감독(2010년)
- 오사카 호크스 드림 감독(2010년 ~ 2011년)

### 수상·타이틀 경력

#### 타이틀
- 홈런왕 : 3회(1981년, 1983년, 1988년)
- 타점왕 : 2회(1971년, 1988년)
- 최고 출루율 : 3회(1981년, 1987년, 1988년)

#### 수상
- MVP : 1회(1988년)
- 쇼리키 마쓰타로상 : 1회(1988년)
- 베스트 나인 : 7회(1971년, 1976년, 1977년, 1981년, 1983년, 1988년, 1989년)
- 컴백상(1980년)
- 월간 MVP : 3회(1981년 7월, 1988년 5월, 1989년 5월)
- 올스타전 MVP : 2회(1976년 2차전, 1983년 1차전)
- 일본 야구 명예의 전당 헌액자(2006년)

### 개인 기록

#### 첫 기록
- 첫 출장·첫 선발 출장 : 1970년 4월 12일, 대 롯데 오리온스 1차전(도쿄 스타디움), 2번·우익수로서 선발 출장
- 첫 안타 : 상동, 4회초에 기타루 마사아키로부터
- 첫 타점 : 1970년 4월 26일, 대 도에이 플라이어스 2차전(고라쿠엔 구장), 4회초에 미야자키 쇼지로부터
- 첫 홈런 : 1970년 5월 13일, 대 도에이 플라이어스 4차전(오사카 구장), 2회말에 다카하시 나오키로부터 좌월 선제 솔로 홈런

#### 기록 달성 경력
- 통산 100홈런 : 1975년 5월 11일, 대 한큐 브레이브스 전기 6차전(오사카 구장), 9회말에 다케무라 가즈요시로부터 2점 홈런 ※역대 82번째
- 통산 150홈런 : 1977년 5월 29일, 대 닛폰햄 파이터스 전기 12차전(아오모리 시영 야구장), 4회초에 노무라 오사무로부터 2점 홈런 ※역대 48번째
- 통산 1000안타 : 1977년 8월 13일, 대 한큐 브레이브스 후기 6차전(오사카 구장), 4회말에 사토 요시노리로부터 투수 강습 유격 내야 안타 ※역대 103번째
- 통산 1000경기 출장 : 1978년 5월 11일, 대 크라운라이터 라이온스 전기 9차전(헤이와다이 구장), 3번·우익수로서 선발 출장 ※역대 200번째
- 통산 200홈런 : 1980년 6월 27일, 대 세이부 라이온스 전기 11차전(세이부 라이온스 구장), 4회초에 오텐조의 대타로서 출장, 마쓰누마 히로히사로부터 솔로 홈런 ※역대 34번째
- 통산 250홈런 : 1981년 8월 1일, 대 세이부 라이온스 후기 5차전(오사카 구장), 6회말에 시바타 야스미쓰로부터 우중간에 2점 홈런 ※역대 19번째
- 통산 1500안타 : 1983년 5월 17일, 대 긴테쓰 버펄로스 7차전(오사카 구장), 4회말에 스즈키 게이시로부터 동점 솔로 홈런 ※역대 47번째
- 통산 300홈런 : 1983년 6월 22일, 대 한큐 브레이브스 10차전(한큐 니시노미야 구장), 3회초에 야마오키 유키히코로부터 2점 홈런 ※역대 15번째
- 통산 1500경기 출장 : 1983년 7월 12일, 대 롯데 오리온스 14차전(가와사키 구장), 4번·지명타자로서 선발 출장 ※역대 75번째
- 통산 1000타점 : 1984년 4월 6일, 대 한큐 브레이브스 1차전(오사카 구장), 9회말에 사토 요시노리로부터 우전 적시타 ※역대 17번째
- 통산 350홈런 : 1984년 8월 26일, 대 닛폰햄 파이터스 24차전(헤이와다이 구장), 2회초에 다카하시 사토시로부터 2점 홈런 ※역대 12번째
- 통산 3000루타 : 1986년 6월 13일, 대 닛폰햄 파이터스 11차전(오사카 구장), 6회말에 기다 이사무로부터 중전 안타 ※역대 25번째
- 통산 1000삼진 : 1986년 8월 19일, 대 닛폰햄 파이터스 19차전(오사카 구장), 8회말에 다나카 유키오로부터 ※역대 12번째
- 통산 400홈런 : 1986년 10월 2일, 대 긴테쓰 버펄로스 25차전(후지이데라 구장), 5회초에 오노 가즈요시로부터 우월 홈런 ※역대 10번째
- 통산 3500루타 : 1987년 4월 25일, 대 긴테쓰 버펄로스 2차전(오사카 구장), 4회말에 아와노 히데유키로부터 좌중간에 솔로 홈런 ※역대 15번째
- 통산 2루타 300개 : 1987년 5월 2일, 대 롯데 오리온스 4차전(가와사키 구장), 6회초에 사토 마사오로부터 좌중간 2루타 ※역대 27번째
- 통산 1000득점 : 1987년 6월 16일 대 닛폰햄 파이터스 9차전(군마 현립 시키시마 공원 야구장), 7회초에 가토 히데지의 3점 홈런으로 홈인 ※역대 21번째
- 통산 2000안타 : 1987년 8월 26일, 대 세이부 라이온스 18차전(오사카 구장), 3회말에 구도 기미야스로부터 좌중간 2루타 ※역대 24번째
- 통산 2000경기 출장 : 1987년 9월 8일, 대 세이부 라이온스 20차전(세이부 라이온스 구장), 4번·지명타자로서 선발 출장 ※역대 24번째
- 통산 450홈런 : 1988년 6월 12일, 대 긴테쓰 버펄로스 9차전(니가타 시영 도야노 구장), 2회말에 가토 데쓰로로부터 중월 2점 홈런 ※역대 9번째
- 통산 4000루타 : 1989년 4월 26일, 대 롯데 오리온스 5차전(한큐 니시노미야 구장), 7회말에 세키 기요카즈로부터 좌월 솔로 홈런 ※역대 10번째
- 통산 500홈런 : 1989년 8월 15일, 대 긴테쓰 버펄로스 15차전(후지이데라 구장), 3회초에 오노 가즈요시로부터 우중간에 솔로 홈런 ※역대 6번째
- 통산 1500타점 : 1990년 4월 10일, 대 후쿠오카 다이에 호크스 1차전(그린 스타디움 고베), 1회말에 야마우치 다카노리로부터 우중간에 역전 2점 홈런 ※역대 6번째
- 통산 2루타 350개 : 1990년 6월 10일, 대 세이부 라이온스 8차전(세이부 라이온스 구장), 7회초에 구로하라 유지로부터 우월 2루타 ※역대 18번째
- 통산 4500루타 : 1991년 5월 28일, 대 세이부 라이온스 6차전(기타큐슈 시민 구장), 3회말에 와타나베 도미오로부터 1루 강습 내야 안타 ※역대 4번째
- 통산 550홈런 : 1991년 6월 7일, 대 닛폰햄 파이터스 9차전(헤이와다이 구장), 1회말에 스미 미쓰오로부터 우중간에 선제 2점 홈런 ※역대 3번째
- 통산 2500안타 : 1991년 8월 7일, 대 닛폰햄 파이터스 19차전(헤이와다이 구장), 5회말에 스미 미쓰오로부터 중견수 앞에 떨어지는 역전 결승 2점 적시타 ※역대 6번째
- 통산 2500경기 출장 : 1991년 9월 23일, 대 오릭스 블루웨이브 25차전(헤이와다이 구장), 4번·지명타자로서 선발 출장 ※역대 5번째
- 통산 1500삼진 : 1992년 5월 28일, 대 세이부 라이온스 8차전(헤이와다이 구장), 4회말에 와타나베 도미오로부터 ※역대 2번째

#### 기타
- 월간 홈런 : 16개(1981년 7월) ※일본 프로 야구 기록(달성 당시)[3][4]
- 올스타전 출장 : 14회(1972년, 1975년 ~ 1977년, 1980년 ~ 1984년, 1987년 ~ 1991년)
- 시즌 만루 홈런 : 4개(1983년) ※퍼시픽 리그 타이 기록
- 5경기 연속 홈런 : 2회(1981년 7월 1일 ~ 7월 7일, 1981년 7월 9일 ~ 7월 12일)
- 2경기 연속 끝내기 홈런 ※역대 6번째(퍼시픽 리그 사상 최초)
  - 1990년 9월 9일, 대 세이부 라이온스 24차전(한큐 니시노미야 구장), 9회말에 가토리 요시타카로부터 중월 역전 끝내기 만루 홈런
  - 1990년 9월 10일, 대 세이부 라이온스 25차전(한큐 니시노미야 구장), 9회말에 와타나베 도미오로부터 좌월 끝내기 솔로 홈런
- 1경기 5개 볼넷 : 1988년 5월 27일, 대 한큐 브레이브스 9차전(한큐 니시노미야 구장) ※퍼시픽 리그 타이 기록
- 1경기 10차례의 수비 기회, 1경기 10개의 척살 : 1973년 6월 10일, 대 닛타쿠홈 플라이어스 전기 10차전(고라쿠엔 구장) ※모두 외야수로서의 퍼시픽 리그 타이 기록

### 등번호
- 27(1970년 ~ 1979년)
- 44(1980년 ~ 1982년)
- 60(1983년 ~ 1988년)
- 78(1989년 ~ 1990년)
- 53(1991년 ~ 1992년)

### 연도별 타격 성적
| 연 도       | 소 속       | 경 기 | 타 석 | 타 수 | 득 점 | 안 타 | 2 루 타 | 3 루 타 | 홈 런 | 루 타 | 타 점 | 도 루 | 도 루 자 | 희 생 번 | 희 생 플 | 볼 넷 | 고 4 | 사 구 | 삼 진 | 병 살 타 | 타 율 | 출 루 율 | 장 타 율 | O P S |
| ----------- | ----------- | ----- | ----- | ----- | ----- | ----- | ------- | ------- | ----- | ----- | ----- | ----- | -------- | -------- | -------- | ----- | ---- | ----- | ----- | -------- | ----- | -------- | -------- | ----- |
| 1970년      | 난카이      | 79    | 246   | 232   | 27    | 58    | 12      | 1       | 8     | 96    | 31    | 2     | 1        | 0        | 2        | 9     | 0    | 3     | 39    | 2        | .250  | .285     | .414     | .698  |
| 1971년      | 난카이      | 129   | 558   | 506   | 70    | 152   | 24      | 1       | 31    | 271   | 120   | 5     | 3        | 1        | 6        | 38    | 2    | 7     | 58    | 8        | .300  | .354     | .536     | .889  |
| 1972년      | 난카이      | 125   | 529   | 475   | 73    | 147   | 24      | 2       | 14    | 217   | 58    | 4     | 3        | 1        | 5        | 45    | 1    | 3     | 37    | 9        | .309  | .369     | .457     | .826  |
| 1973년      | 난카이      | 127   | 530   | 484   | 66    | 150   | 26      | 1       | 18    | 232   | 65    | 3     | 5        | 0        | 2        | 40    | 1    | 4     | 43    | 10       | .310  | .366     | .479     | .845  |
| 1974년      | 난카이      | 124   | 487   | 432   | 62    | 116   | 23      | 4       | 27    | 228   | 76    | 1     | 2        | 0        | 7        | 47    | 6    | 1     | 59    | 10       | .269  | .337     | .528     | .865  |
| 1975년      | 난카이      | 129   | 550   | 485   | 72    | 136   | 29      | 2       | 19    | 226   | 85    | 6     | 1        | 1        | 5        | 55    | 5    | 4     | 49    | 8        | .280  | .355     | .466     | .821  |
| 1976년      | 난카이      | 125   | 522   | 456   | 64    | 137   | 25      | 4       | 22    | 236   | 77    | 2     | 1        | 0        | 10       | 54    | 7    | 2     | 51    | 8        | .300  | .370     | .518     | .887  |
| 1977년      | 난카이      | 128   | 543   | 479   | 71    | 150   | 22      | 0       | 25    | 247   | 91    | 5     | 5        | 0        | 8        | 52    | 5    | 4     | 72    | 3        | .313  | .379     | .516     | .895  |
| 1978년      | 난카이      | 106   | 406   | 360   | 37    | 90    | 13      | 0       | 15    | 148   | 44    | 3     | 2        | 1        | 4        | 37    | 3    | 4     | 59    | 4        | .250  | .323     | .411     | .735  |
| 1979년      | 난카이      | 19    | 63    | 54    | 5     | 15    | 2       | 0       | 2     | 23    | 17    | 0     | 0        | 0        | 1        | 8     | 0    | 0     | 15    | 0        | .278  | .365     | .426     | .791  |
| 1980년      | 난카이      | 111   | 430   | 377   | 60    | 110   | 10      | 0       | 41    | 243   | 84    | 0     | 0        | 0        | 2        | 48    | 9    | 3     | 72    | 7        | .292  | .374     | .645     | 1.019 |
| 1981년      | 난카이      | 127   | 537   | 438   | 83    | 137   | 18      | 0       | 44    | 287   | 105   | 4     | 1        | 1        | 4        | 92    | 8    | 2     | 70    | 10       | .313  | .431     | .655     | 1.086 |
| 1982년      | 난카이      | 107   | 392   | 333   | 42    | 91    | 17      | 0       | 19    | 165   | 45    | 6     | 1        | 0        | 4        | 52    | 11   | 3     | 63    | 6        | .273  | .372     | .495     | .868  |
| 1983년      | 난카이      | 122   | 487   | 396   | 68    | 116   | 14      | 1       | 40    | 252   | 96    | 1     | 1        | 0        | 2        | 85    | 20   | 4     | 86    | 6        | .293  | .421     | .636     | 1.057 |
| 1984년      | 난카이      | 108   | 444   | 362   | 60    | 103   | 11      | 0       | 30    | 204   | 78    | 3     | 1        | 0        | 5        | 75    | 20   | 2     | 75    | 1        | .285  | .405     | .564     | .969  |
| 1985년      | 난카이      | 114   | 466   | 383   | 63    | 104   | 12      | 2       | 23    | 189   | 62    | 0     | 0        | 0        | 4        | 78    | 8    | 1     | 88    | 9        | .272  | .393     | .493     | .886  |
| 1986년      | 난카이      | 123   | 479   | 416   | 51    | 109   | 14      | 0       | 25    | 198   | 77    | 2     | 3        | 1        | 0        | 57    | 12   | 5     | 101   | 7        | .262  | .358     | .476     | .834  |
| 1987년      | 난카이      | 126   | 458   | 379   | 63    | 120   | 16      | 0       | 31    | 229   | 69    | 1     | 1        | 0        | 3        | 74    | 24   | 2     | 66    | 5        | .317  | .428     | .604     | 1.032 |
| 1988년      | 난카이      | 130   | 557   | 447   | 82    | 139   | 12      | 0       | 44    | 283   | 125   | 2     | 1        | 0        | 10       | 98    | 20   | 2     | 82    | 13       | .311  | .429     | .633     | 1.062 |
| 1989년      | 오릭스      | 116   | 489   | 406   | 70    | 124   | 17      | 1       | 33    | 242   | 93    | 0     | 2        | 0        | 3        | 78    | 3    | 2     | 103   | 12       | .305  | .417     | .596     | 1.013 |
| 1990년      | 오릭스      | 119   | 527   | 446   | 77    | 125   | 21      | 0       | 31    | 239   | 91    | 0     | 1        | 0        | 2        | 78    | 7    | 1     | 118   | 11       | .280  | .387     | .536     | .923  |
| 1991년      | 다이에      | 112   | 425   | 367   | 38    | 97    | 15      | 0       | 18    | 166   | 66    | 1     | 0        | 0        | 3        | 54    | 7    | 1     | 77    | 10       | .264  | .358     | .452     | .810  |
| 1992년      | 다이에      | 65    | 179   | 155   | 15    | 40    | 6       | 0       | 7     | 67    | 23    | 0     | 0        | 0        | 3        | 19    | 3    | 2     | 37    | 5        | .258  | .341     | .432     | .773  |
| 통산 : 23년 | 통산 : 23년 | 2571  | 10304 | 8868  | 1319  | 2566  | 383     | 19      | 567   | 4688  | 1678  | 51    | 35       | 6        | 95       | 1273  | 182  | 62    | 1520  | 164      | .289  | .379     | .529     | .907  |

- 굵은 글씨는 시즌 최고 성적.
- 난카이(난카이 호크스)는 1989년에 다이에(후쿠오카 다이에 호크스)로 구단명을 변경.

## 같이 보기
- 일본 프로 야구 컴백상